# Internationale Filmfestspiele von Cannes/Beste Darstellerin

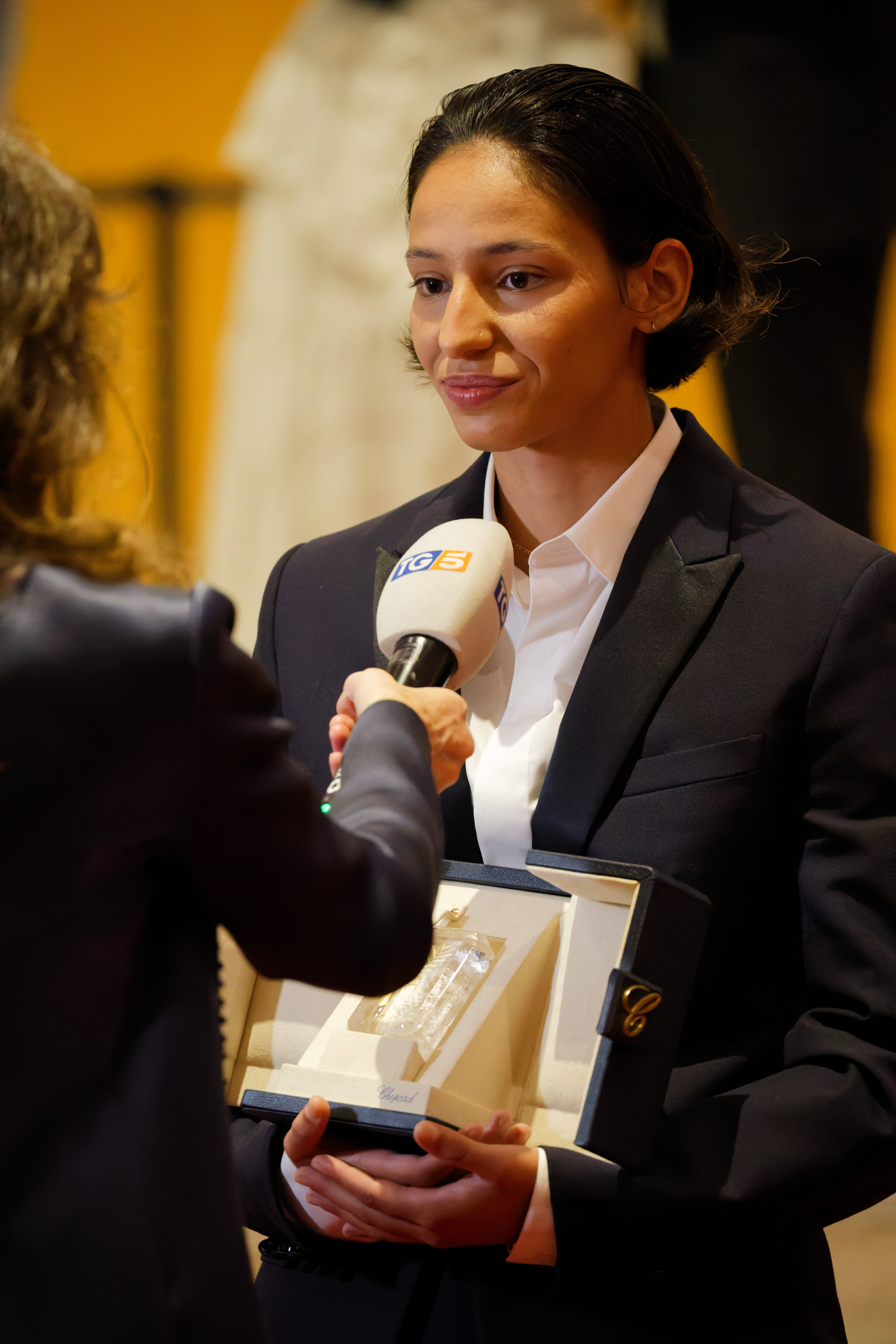
Nadia Melliti, Gewinnerin 2025 für Die jüngste Tochter, kurz nach der Preisverleihung

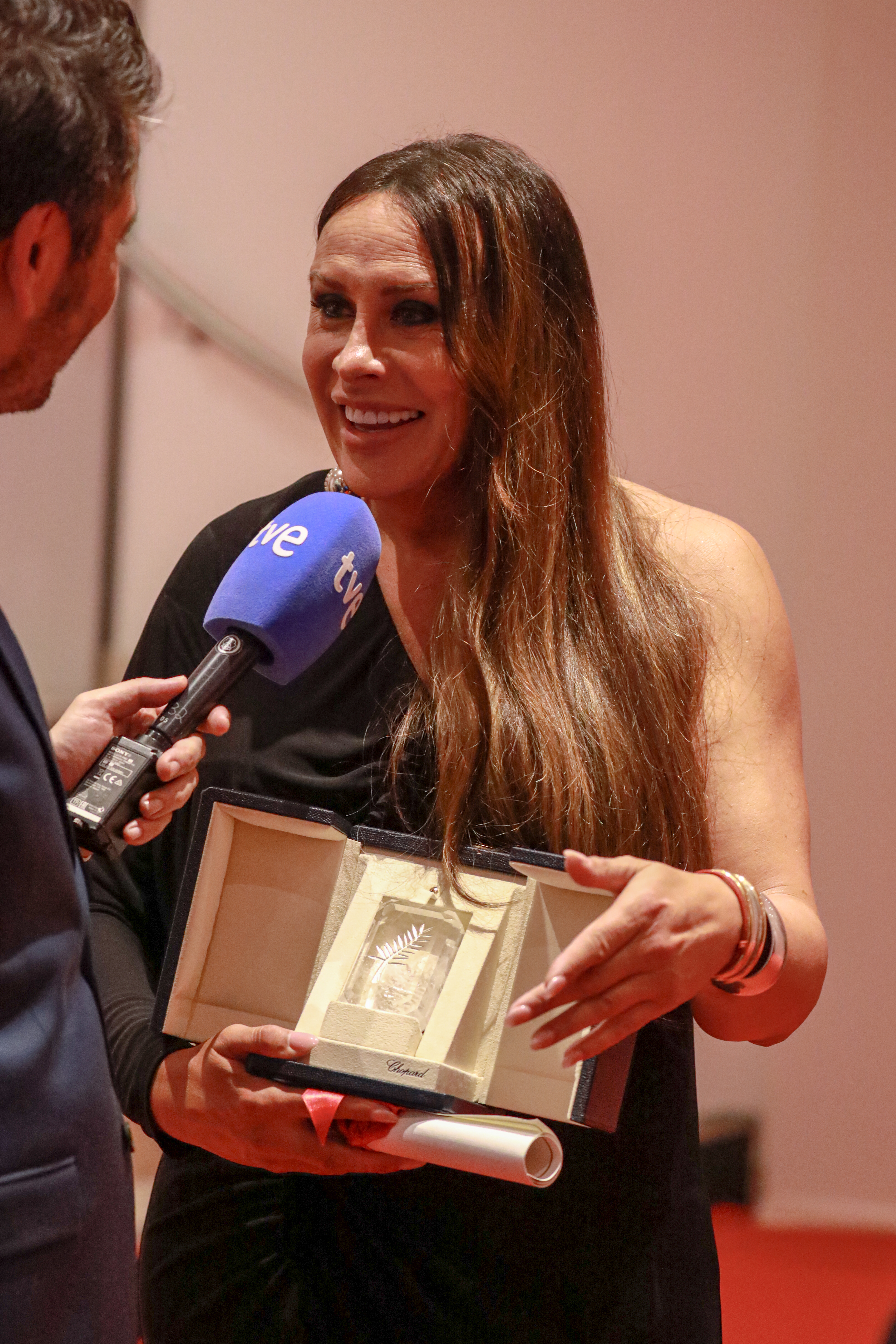
Co-Preisträgerin Karla Sofía Gascón mit der gewonnenen Auszeichnung für Emilia Pérez (2024)

Der Preis für die beste Darstellerin (Prix d’interprétation féminine) honoriert bei den jährlich veranstalteten Filmfestspielen von Cannes die beste schauspielerische Leistung einer Haupt- oder Nebendarstellerin in einem Wettbewerbsfilm (Spielfilm). Die Auszeichnung wurde erstmals bei der Premiere des Filmfestivals im Jahr 1946 verliehen. Über die Vergabe des Preises, der der Gewinnerin in Form einer Miniatur der Goldenen Palme und einer Urkunde überreicht wird, stimmt die Wettbewerbsjury ab, die sich meist aus internationalen Filmschaffenden zusammensetzt.

## Preisträgerinnen
Am häufigsten mit dem Darstellerpreis ausgezeichnet wurden US-amerikanische Filmschauspielerinnen (21 Siege), gefolgt von ihren Kolleginnen aus Frankreich (17), Großbritannien (10) und Italien (5). Je zweimal triumphieren konnten die beiden Britinnen Vanessa Redgrave (1966 und 1969) und Helen Mirren (1984 und 1995), die Französin Isabelle Huppert (1978 und 2001) und die US-Amerikanerin Barbara Hershey (1987 und 1988). Als eine der jüngsten Siegerinnen in der Geschichte der Filmfestspiele von Cannes gilt die Britin Jodhi May, die 1988 als Zwölfjährige für ihre Leistung in Chris Menges’ Drama Zwei Welten gemeinsam mit Barbara Hershey und der Südafrikanerin Linda Mvusi geehrt wurde. Im Jahr 2024 wurde mit Karla Sofía Gascón (Emilia Pérez) erstmals eine transgeschlechtliche Schauspielerin als Teil eines Ensembles geehrt.
Mehrfach in der Vergangenheit konnte sich die Jury nicht auf eine Siegerin einigen, während 1955 und 2006 das gesamte weibliche Schauspielensemble eines Films honoriert wurde. Schauspielerinnen aus dem deutschsprachigen Kino waren 1983, 1986 und 2017 erfolgreich, als sich Hanna Schygulla (Die Geschichte der Piera), Barbara Sukowa (Rosa Luxemburg) und Diane Kruger (Aus dem Nichts) gegen die Konkurrenz durchsetzen konnten.
| Jahr       | Preisträgerin                                                     | Originaltitel                                                     | Deutscher Titel                                                   |
| ---------- | ----------------------------------------------------------------- | ----------------------------------------------------------------- | ----------------------------------------------------------------- |
| 1946       | Michèle Morgan                                                    | La symphonie pastorale                                            | Und es ward Licht                                                 |
| 1947       | Preis nicht vergeben                                              | Preis nicht vergeben                                              | Preis nicht vergeben                                              |
| 1948       | Filmfestspiele nicht veranstaltet                                 | Filmfestspiele nicht veranstaltet                                 | Filmfestspiele nicht veranstaltet                                 |
| 1949       | Isa Miranda                                                       | Le mura di Malapaga                                               | Die Mauern von Malapaga                                           |
| 1950       | Filmfestspiele nicht veranstaltet                                 | Filmfestspiele nicht veranstaltet                                 | Filmfestspiele nicht veranstaltet                                 |
| 1951       | Bette Davis                                                       | All About Eve                                                     | Alles über Eva                                                    |
| 1952       | Lee Grant                                                         | Detective Story                                                   | Polizeirevier 21                                                  |
| 1953– 1954 | Preis nicht vergeben ¹                                            | Preis nicht vergeben ¹                                            | Preis nicht vergeben ¹                                            |
| 1955 ²     | Ija Arepina                                                       | Большая семья (Bolschaja semja)                                   | Eine große Familie                                                |
| 1955 ²     | Jelena Dobronrawowa                                               | Большая семья (Bolschaja semja)                                   | Eine große Familie                                                |
| 1955 ²     | Vera Kusnezowa                                                    | Большая семья (Bolschaja semja)                                   | Eine große Familie                                                |
| 1955 ²     | Larissa Kronberg                                                  | Большая семья (Bolschaja semja)                                   | Eine große Familie                                                |
| 1955 ²     | Klara Lutschko                                                    | Большая семья (Bolschaja semja)                                   | Eine große Familie                                                |
| 1955 ²     | Jekaterina Sawinowa                                               | Большая семья (Bolschaja semja)                                   | Eine große Familie                                                |
| 1956       | Susan Hayward                                                     | I’ll Cry Tomorrow                                                 | Und morgen werd’ ich weinen                                       |
| 1957       | Giulietta Masina                                                  | Le notti di Cabiria                                               | Die Nächte der Cabiria                                            |
| 1958       | Bibi Andersson                                                    | Nära livet                                                        | Nahe dem Leben                                                    |
| 1958       | Eva Dahlbeck                                                      | Nära livet                                                        | Nahe dem Leben                                                    |
| 1958       | Barbro Hiort af Ornäs                                             | Nära livet                                                        | Nahe dem Leben                                                    |
| 1958       | Ingrid Thulin                                                     | Nära livet                                                        | Nahe dem Leben                                                    |
| 1959       | Simone Signoret                                                   | Room at the Top                                                   | Der Weg nach oben                                                 |
| 1960       | Melina Mercouri                                                   | Ποτέ την Κυριακή (Pote tin Kyriaki)                               | Sonntags… nie!                                                    |
| 1960       | Jeanne Moreau                                                     | Moderato cantabile                                                | Moderato cantabile – Stunden voller Zärtlichkeit                  |
| 1961       | Sophia Loren                                                      | La ciociara                                                       | Und dennoch leben sie                                             |
| 1962       | Katharine Hepburn                                                 | Long Day’s Journey Into Night                                     | k. A.                                                             |
| 1962       | Rita Tushingham                                                   | A Taste of Honey                                                  | Bitterer Honig                                                    |
| 1963       | Marina Vlady                                                      | Una storia moderna – l’ape regina                                 | Die Bienenkönigin                                                 |
| 1964       | Anne Bancroft                                                     | The Pumpkin Eater                                                 | Schlafzimmerstreit                                                |
| 1964       | Barbara Barrie                                                    | One Potato, Two Potato                                            | Ruf nicht zu laut                                                 |
| 1965       | Samantha Eggar                                                    | The Collector                                                     | Der Fänger                                                        |
| 1966       | Vanessa Redgrave                                                  | Morgan: A Suitable Case for Treatment                             | Protest                                                           |
| 1967       | Pia Degermark                                                     | Elvira Madigan                                                    | Das Ende einer großen Liebe                                       |
| 1968       | Filmfestspiele aufgrund der Mai-Unruhen abgebrochen.              | Filmfestspiele aufgrund der Mai-Unruhen abgebrochen.              | Filmfestspiele aufgrund der Mai-Unruhen abgebrochen.              |
| 1969       | Vanessa Redgrave                                                  | Isadora                                                           | Isadora                                                           |
| 1970       | Ottavia Piccolo                                                   | Metello                                                           | Metello                                                           |
| 1971       | Kitty Winn                                                        | The Panic in Needle Park                                          | Panik im Needle Park                                              |
| 1972       | Susannah York                                                     | Images                                                            | Spiegelbilder                                                     |
| 1973       | Joanne Woodward                                                   | The Effect of Gamma Rays on Man-in-the-Moon Marigolds             | Die Wirkung von Gammastrahlen auf Ringelblumen                    |
| 1974       | Marie-José Nat                                                    | Les violons du bal                                                | Die Geigen des Balls                                              |
| 1975       | Valerie Perrine                                                   | Lenny                                                             | Lenny                                                             |
| 1976       | Dominique Sanda                                                   | L’eredità Ferramonti                                              | Das Erbe der Ferramonti                                           |
| 1976       | Mari Törőcsik                                                     | Déryné, Hol Van?                                                  | Frau Dery, wohin gehen Sie?                                       |
| 1977       | Shelley Duvall                                                    | 3 Women                                                           | Drei Frauen                                                       |
| 1977       | Monique Mercure                                                   | J.A. Martin photographe                                           | J.A. Martin Fotograf                                              |
| 1978       | Jill Clayburgh                                                    | An Unmarried Woman                                                | Eine entheiratete Frau                                            |
| 1978       | Isabelle Huppert                                                  | Violette Nozière                                                  | Violette Nozière                                                  |
| 1979       | Sally Field                                                       | Norma Rae                                                         | Norma Rae – Eine Frau steht ihren Mann                            |
| 1980       | Anouk Aimée                                                       | Salto nel vuoto                                                   | Der Sprung ins Leere                                              |
| 1981       | Isabelle Adjani                                                   | Quartet                                                           | Quartett                                                          |
| 1981       | Isabelle Adjani                                                   | Possession                                                        | Possession                                                        |
| 1982       | Jadwiga Jankowska-Cieślak                                         | Egymásra nézve                                                    | Der andere Blick                                                  |
| 1983       | Hanna Schygulla                                                   | Storia di Piera                                                   | Die Geschichte der Piera                                          |
| 1984       | Helen Mirren                                                      | Cal                                                               | Cal                                                               |
| 1985       | Norma Aleandro                                                    | La historia oficial                                               | Die offizielle Geschichte                                         |
| 1985       | Cher                                                              | Mask                                                              | Die Maske                                                         |
| 1986       | Barbara Sukowa                                                    | Rosa Luxemburg                                                    | Rosa Luxemburg                                                    |
| 1986       | Fernanda Torres                                                   | Eu Sei Que Vou Te Amar                                            | k. A.                                                             |
| 1987       | Barbara Hershey                                                   | Shy People                                                        | Shy People – Bedrohliches Schweigen                               |
| 1988       | Barbara Hershey                                                   | A World Apart                                                     | Zwei Welten                                                       |
| 1988       | Jodhi May                                                         | A World Apart                                                     | Zwei Welten                                                       |
| 1988       | Linda Mvusi                                                       | A World Apart                                                     | Zwei Welten                                                       |
| 1989       | Meryl Streep                                                      | A Cry in the Dark                                                 | Ein Schrei in der Dunkelheit                                      |
| 1990       | Krystyna Janda                                                    | Przesluchanie                                                     | Verhör einer Frau                                                 |
| 1991       | Irène Jacob                                                       | La double vie de Véronique                                        | Die zwei Leben der Veronika                                       |
| 1992       | Pernilla August                                                   | Den goda viljan                                                   | Die besten Absichten                                              |
| 1993       | Holly Hunter                                                      | The Piano                                                         | Das Piano                                                         |
| 1994       | Virna Lisi                                                        | La reine Margot                                                   | Die Bartholomäusnacht                                             |
| 1995       | Helen Mirren                                                      | The Madness of King George                                        | King George – Ein Königreich für mehr Verstand                    |
| 1996       | Brenda Blethyn                                                    | Secrets & Lies                                                    | Lügen und Geheimnisse                                             |
| 1997       | Kathy Burke                                                       | Nil by Mouth                                                      | k. A.                                                             |
| 1998       | Élodie Bouchez                                                    | La vie rêvée des anges                                            | Liebe das Leben                                                   |
| 1998       | Natacha Régnier                                                   | La vie rêvée des anges                                            | Liebe das Leben                                                   |
| 1999       | Séverine Caneele                                                  | L’humanité                                                        | L’Humanité                                                        |
| 1999       | Émilie Dequenne                                                   | Rosetta                                                           | Rosetta                                                           |
| 2000       | Björk                                                             | Dancer in the Dark                                                | Dancer in the Dark                                                |
| 2001       | Isabelle Huppert                                                  | La pianiste                                                       | Die Klavierspielerin                                              |
| 2002       | Kati Outinen                                                      | Mies vailla menneisyyttä                                          | Der Mann ohne Vergangenheit                                       |
| 2003       | Marie-Josée Croze                                                 | Les invasions barbares                                            | Die Invasion der Barbaren                                         |
| 2004       | Maggie Cheung                                                     | Clean                                                             | Clean                                                             |
| 2005       | Hanna Laslo                                                       | Free Zone                                                         | Free Zone                                                         |
| 2006 ³     | Yohana Cobo                                                       | Volver                                                            | Volver – Zurückkehren                                             |
| 2006 ³     | Penélope Cruz                                                     | Volver                                                            | Volver – Zurückkehren                                             |
| 2006 ³     | Lola Dueñas                                                       | Volver                                                            | Volver – Zurückkehren                                             |
| 2006 ³     | Chus Lampreave                                                    | Volver                                                            | Volver – Zurückkehren                                             |
| 2006 ³     | Carmen Maura                                                      | Volver                                                            | Volver – Zurückkehren                                             |
| 2006 ³     | Blanca Portillo                                                   | Volver                                                            | Volver – Zurückkehren                                             |
| 2007       | Jeon Do-yeon                                                      | 밀양 (Miryang)                                                    | Secret Sunshine                                                   |
| 2008       | Sandra Corveloni                                                  | Linha de passe                                                    | Linha de passe                                                    |
| 2009       | Charlotte Gainsbourg                                              | Antichrist                                                        | Antichrist                                                        |
| 2010       | Juliette Binoche                                                  | Copie conforme                                                    | Die Liebesfälscher                                                |
| 2011       | Kirsten Dunst                                                     | Melancholia                                                       | Melancholia                                                       |
| 2012       | Cristina Flutur                                                   | După dealuri                                                      | Jenseits der Hügel                                                |
| 2012       | Cosmina Stratan                                                   | După dealuri                                                      | Jenseits der Hügel                                                |
| 2013       | Bérénice Bejo                                                     | Le passé                                                          | Le passé – Das Vergangene                                         |
| 2014       | Julianne Moore                                                    | Maps to the Stars                                                 | Maps to the Stars                                                 |
| 2015       | Emmanuelle Bercot                                                 | Mon roi                                                           | Mein ein, mein alles                                              |
| 2015       | Rooney Mara                                                       | Carol                                                             | Carol                                                             |
| 2016       | Jaclyn Jose                                                       | Ma’Rosa                                                           | k. A.                                                             |
| 2017       | Diane Kruger                                                      | Aus dem Nichts                                                    | Aus dem Nichts                                                    |
| 2018       | Samal Jesljamowa                                                  | Айка (Ayka)                                                       | Ayka                                                              |
| 2019       | Emily Beecham                                                     | Little Joe                                                        | Little Joe – Glück ist ein Geschäft                               |
| 2020       | Filmfestspiele aufgrund der COVID-19-Pandemie nicht veranstaltet. | Filmfestspiele aufgrund der COVID-19-Pandemie nicht veranstaltet. | Filmfestspiele aufgrund der COVID-19-Pandemie nicht veranstaltet. |
| 2021       | Renate Reinsve                                                    | Verdens verste menneske                                           | Der schlimmste Mensch der Welt                                    |
| 2022       | Sahra Amir Ebrahimi                                               | Holy Spider                                                       | Holy Spider                                                       |
| 2023       | Merve Dizdar                                                      | Kuru Otlar Üstüne                                                 | Auf trockenen Gräsern                                             |
| 2024       | Adriana Paz                                                       | Emilia Pérez                                                      | Emilia Pérez                                                      |
| 2024       | Zoe Saldaña                                                       | Emilia Pérez                                                      | Emilia Pérez                                                      |
| 2024       | Karla Sofía Gascón                                                | Emilia Pérez                                                      | Emilia Pérez                                                      |
| 2024       | Selena Gomez                                                      | Emilia Pérez                                                      | Emilia Pérez                                                      |
| 2025       | Nadia Melliti                                                     | La petite dernière                                                | Die jüngste Tochter                                               |

¹ = 1953 erhielt die US-amerikanische Schauspielerin Shirley Booth eine „Lobende Erwähnung“ für Kehr zurück, kleine Sheba.

² = 1955 wurde das gesamte Schauspielensemble des Films Eine große Familie mit einem Darstellerpreis geehrt.

³ = 2006 wurde das weibliche Schauspielensemble des Films Volver – Zurückkehren mit dem Darstellerpreis ausgezeichnet.

## Preis für die beste Nebendarstellerin (1979–1981)
Von 1979 bis 1981 wurde separat ein Preis für die beste Nebendarstellerin (1979: Meilleur rôle de composition feminin au Festival International du Film, ab 1980: Prix du meilleur second rôle feminin au Festival International du Film) in einem Wettbewerbsfilm vergeben:
| Jahr | Preisträgerin  | Originaltitel   | Deutscher Titel  |
| ---- | -------------- | --------------- | ---------------- |
| 1979 | Eva Mattes     | Woyzeck         | Woyzeck          |
| 1980 | Milena Dravic  | Poseban tretman | Sonderbehandlung |
| 1980 | Carla Gravina  | La terrazza     | Die Terrasse     |
| 1981 | Jelena Solowej | Faktas          | Der Fakt         |